# Valletta International Baroque Festival
Valletta International Baroque Festival – coroczny, dwutygodniowy festiwal muzyki barokowej organizowany w Valletcie od 2013 roku. Dyrektorem artystycznym jest Kenneth Zammit Tabon. Najważniejszą część programu festiwalu stanowią kompozycje epoki baroku i muzyka dawna. Koncerty i spektakle operowe odbywają się w Teatrze Manoel, a także w innych budynkach, takich jak konkatedra św. Jana, Pałac Wielkiego Mistrza, czy bazylika św. Jerzego w Victorii.
W latach 2013–2015 na festiwalu wystąpili m.in.:
- kontratenorzy:
  - Max Emmanuel Cencic
  - Iestyn Davies
- sopranistki:
  - Carolyn Sampson
  - Mhairi Johnson
- tenorzy:
  - Nicholas Mulroy
- dyrygenci:
  - Harry Bicket
  - Steven Devine
  - Herve Niquet
  - Leonardo Garcia Alarcon

W roku 2021 z powodu pandemii koronawirusa nie wszyscy zaproszeni wykonawcy mogli wystąpić na IX edycji festiwalu. Udział wzięli:
- Luis Aguilar[5]
- Teodoro Baù[6]
- Andrea Buccarella[6]
- Gjorgji Cincievski
- Claire Debono
- Marco Mencoboni
- Marvic Monreal[5]
- Gillian Zammit
- Abchordis Ensemble[7][8]
- Cantar Lontano
- Goldberg Ensemble, dyr. Michael Laus
- Petite Écurie[9]
- Valletta Baroque Ensemble
- Malta Philharmonic Orchestra